# Сражение у острова Сент-Китс
Сражение у острова Сент-Китс (англ. Battle of St Kitts) или Бой в бухте Фрегат (англ. Battle of Frigate Bay) — морской бой 24−26 января 1782 года во время англо-французской войны 1778—1783 годов, части Войны за независимость США, между французской эскадрой вице-адмирала де Грасса и английской контр-адмирала Худа.

## Предыстория
После своей победы у острова Уэссан контр-адмирал Кемпенфельт послал в Вест-Индию брандер HMS Tisiphone (8, коммандер Сумарес) с известием о выходе потрёпанного им французского конвоя. После захода на Барбадос, Сумарес встретился с Худом 31 января 1782 на рейде Бастер, у острова Сент-Киттс (Сен-Кристофер).
Прибывший после Чесапика Худ временно был в должности командующего в Вест-Индии. Зная, что находится в меньшинстве, он тем не менее стремился вести агрессивную кампанию. Собственно, кампания уже началась: французская армия высадилась на остров в попытке его захватить, а их флот маневрировал с подветра, примерно между островами Сент-Киттс и Невис.
Исходно намерением де Грасса и генерала де Булье (фр. de Bouillé) был захват Барбадоса — важнейшего из Малых Антильских островов, ещё оставшихся за британцами. Но сильные пассаты делали зимний переход против ветра в лучшем случае долгим и тяжёлым. В тот сезон они дважды загнали де Грасса назад в порт. Худ докладывал:

Весь французский флот появился под Сент-Люсией 17-го прошлого месяца, пытаясь выбраться на ветер и, потеряв в шквалистую погоду многие стеньги и реи, вернулся в бухту Форт-Ройял 23-го; а 28-го вышел с сорока транспортами, лавируя как и раньше.
Оригинальный текст (англ.)The whole French fleet appeared off St. Lucia on the 17th of last month, endeavouring to get to windward, and carrying away many topmasts and yards in struggling against very squally weather, returned to Fort Royal Bay on the 23rd, and on the 28th came out again with forty transports, manœvring as before.

2 января этот флот исчез из виду Сент-Люсии, и после короткой остановки 5-го на Мартинике, бросил якорь на рейде Бастер 11 января. Британский гарнизон отступил в Бримстоун-хилл, укреплённую позицию на горе, а жители острова сдались под французское правление, заявив о нейтралитете. Близлежащий Невис капитулировал на таких же условиях 20 января.
Но 14 числа депеша от генерала Ширли (англ. Shirley), губернатора острова, уведомила Худа о приближении крупного флота, обнаруженного с высот Невиса 10-го. Контр-адмирал немедля вышел в море, несмотря на нехватку на кораблях хлеба и муки, и их плохое материальное состояние. В своём рапорте он писал:

Когда присоединится President, моих сил будет 22 и с ними, прошу вас заверить их милости Лордов, я приведу графа де Грасса к бою, какова бы ни была его численность.
Оригинальный текст (англ.)When the President joins, I shall be twenty-two strong, with wich I beg you will assure their Lordships, I will seek and give battle to Count de Grasse, be his numbers as they may.

16 января пришёл корабль с известием, что французский флот обложил Сент-Киттс. 21 января Худ сделал остановку на Антигуа ради ремонта и пополнения запасов, необходимых для предстоящей, неопределенно долгой, операции. К тому же он принял на борт 1000 солдат, которые вместе с морскими пехотинцами с кораблей дали десантный отряд около 2400 человек.
Поскольку Сент-Киттс лежит менее чем в 50 милях от Антигуа, Худ к этому времени несомненно знал диспозицию противника, и мог составить определённый, зрелый план. Судя по записям, этот план был тщательно доведён до всех капитанов. Так, судовой журнал HMS Canada гласит:

В 9:15 утра адмирал поднял сигнал для всех флагманов, а в 4:00 пополудни адмиралы и коммодор подняли сигналы для всех капитанов своих дивизионов.
Оригинальный текст (англ.)At 9.15 a.m. the Admiral made the signal for all flag-officers, and at 4 p.m. the Admirals and Commodore made the singals for all captains of their divisions.

В 5:00 пополудни 23 января эскадра выбрала якоря и пошла к Невису, который предстояло обогнуть с юга. Пролив между ним и Сент-Китсом слишком сложен для линейных кораблей, и с точки зрения навигации оба острова представляли единое препятствие. Острова расположены с северо-запада на юго-восток, и только зюйдовые ветра благоприятны для подхода.

## Подготовка и маневрирование

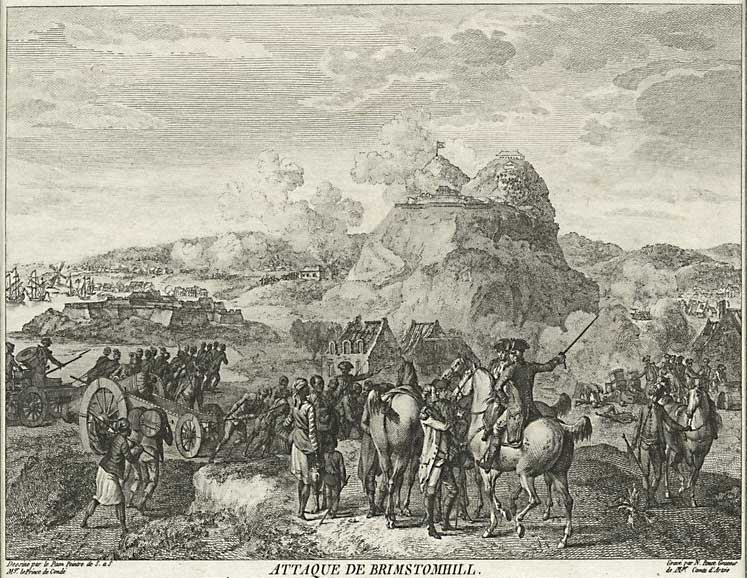
Осада Бримстон-хилл (гравюра XVIII в.)

Рейд в бухте Фрегат вытянут с запада на восток. Французы (в тот момент 24 линейных корабля и 2 50-пушечных) встали на якорь без особого порядка, в три-четыре ряда, так что Худ, подходивший с ровным ветром от зюйд-оста, имел шанс атаковать с наветра стоящих восточнее, причём находившиеся западнее не могли вовремя выбрать якоря и прийти им на помощь против ветра. Начав подход с вечера, с дистанции не более 60 миль, он рассчитывал завязать бой с рассветом, и пройти вдоль рейда сколько возможно, атакуя противников последовательно и не давая им сосредоточиться. После чего британцы планировали отвернуть к югу, сделать поворот оверштаг и снова сблизиться для атаки, если противник все ещё будет ожидать на месте.
План был нарушен ночным столкновением фрегата HMS Nymphe (36) с кораблём HMS Alfred. Британцы задержались для ремонта последнего, обогнули Невис только в 1 час пополудни и были обнаружены, ещё на расстоянии от цели. Де Грасс приказал выходить. Он считал, что целью Худа было доставить помощь Бримстон-хилл; к тому же тот оказался между ним и четырьмя кораблями подкрепления, которые де Грасс ожидал с Мартиники. К вечеру все французы были в море и под уменьшенными парусами двигались навстречу британцам. Перед закатом Худ отвернул на юг, изображая отступление. В течение ночи он лавировал, чтобы сохранить наветренную позицию.
На рассвете 25 января обе эскадры были западнее Невиса, британцы ближе к берегу, французы с ними вровень, но на несколько миль ниже по ветру. Потерпев неудачу в первой попытке, Худ вознамерился захватить якорную стоянку, оставленную французами, что давало сразу несколько выгод: стоянка находилась на узком карнизе, после чего глубины резко увеличивались. Таким образом, он мог занять позицию на якоре, лишив противника возможности сделать то же. Его фланги при этом упирались бы в берег, препятствуя охвату, и у де Грасса не было иного выхода, как атаковать в движении, колонной последовательно, либо сближаться фронтом, подставив себя продольным залпам.
В 5:30 утра 25 января Худ поднял сигнал строить линию на правом галсе, с интервалами в один кабельтов. К 10 утра линия была выстроена, и легла в дрейф в ожидании. В 10:45 последовал сигнал взять ветер и нести те же паруса что флагман, а незадолго до полудня — приготовиться к постановке на якорь со шпрингом. Французы, державшие к югу левым галсом, немедленно повернули, увидев что противник взял ветер, и стали сближаться строем пеленга влево.
В полдень британцы шли вдоль берега Невиса, так близко, что фрегат HMS Solebay сел на мель. Сигналов почти не требовалось: капитаны заранее знали, что делать. Французы сближались, постепенно отставая.

## Ход боя

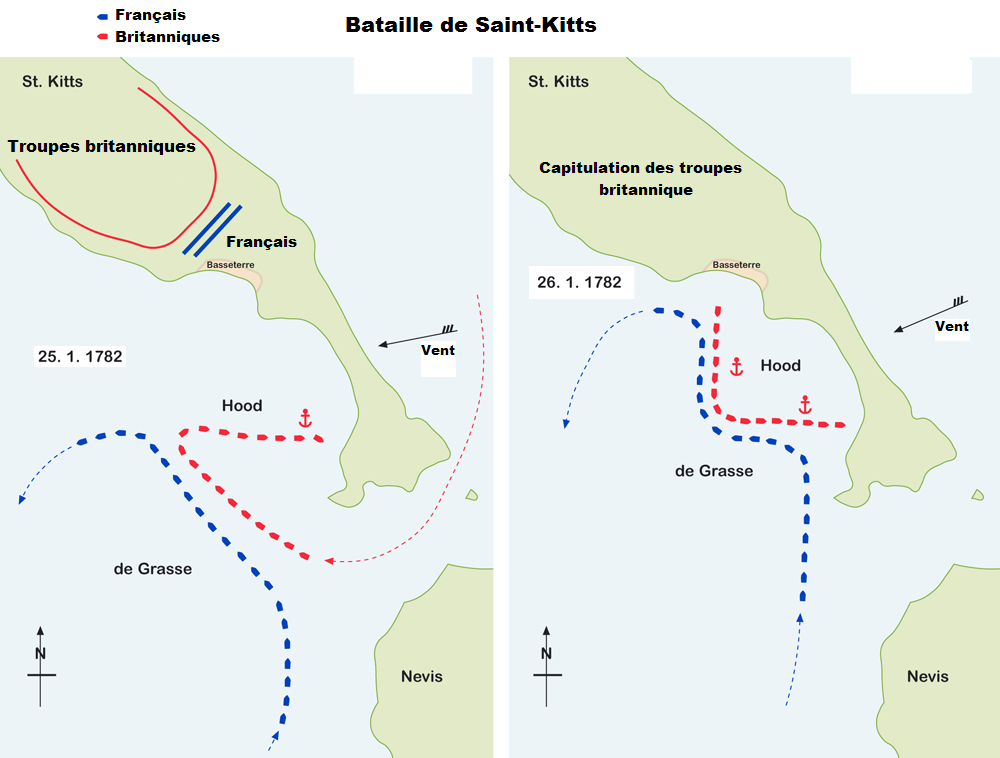
Сент-Китс, 25 января (французская версия)

В 2:00 пополудни Ville de Paris де Грасса, шедший в центре, открыл огонь по концевым, которых только и мог достать. В это время его левое крыло приближалось к HMS Barfleur и идущим за ним. Они открыли огонь в 2:30. Худ, полагаясь на своих капитанов, не стал задерживаться для поддержки, а поднял сигнал авангарду прибавить парусов и занять стоянку. В 3:30 пополудни первые его корабли становились на якорь под прикрытием огня остальных. Между HMS Canada и худшим ходоком HMS Prudent образовался разрыв, куда нацелился Ville de Paris, пытаясь отрезать трех концевых британцев. Был момент, когда его бушприт уже появился в разрыве. Но капитан Canada Корнуоллис обстенил все паруса, замедлил ход и сократил интервал. Его примеру последовали шедшие впереди  HMS Resolution и  HMS Bedford, и разрыв был закрыт. В последний момент де Грасс отвернул.
Теперь подходившие концевые корабли освободили обстрел уже стоявшим на якоре, и сами занимали места и становились на шпринг под их прикрытием. Флагман Худа Barfleur отдал якорь в 4:03 и возобновил стрельбу в 4:40. Хвост французской колонны ещё оставался вне досягаемости (Фиг. I). Отдавший якорь в спешке и под огнём Canada вытравил полных два кабельтова, и оказался несколько в стороне от своего места.
Стало очевидно, что Худ занял сильную оборонительную позицию. Французы продолжали перестрелку на ходу, но на больших глубинах не могли встать на якорь, прорезать линию они тоже не могли. Пройдя вдоль линии, они отворачивали к югу (Фиг. II). Каждый их корабль по очереди попадал под сосредоточенный огонь. Их численное преимущество этим сводилось на нет. В 5:30 пополудни стрельба прекратилась.
Худ использовал передышку, чтобы улучшить позицию, особенно концевых. Он изменил линию на дугу, выгнутую в сторону французов. Самый сильный Barfleur он поставил в вершине, так чтобы тот первым встречал атаку. Фланги он придвинул к берегу, чтобы не допустить охвата, и в целом его корабли были лучше расставлены для взаимной поддержки.

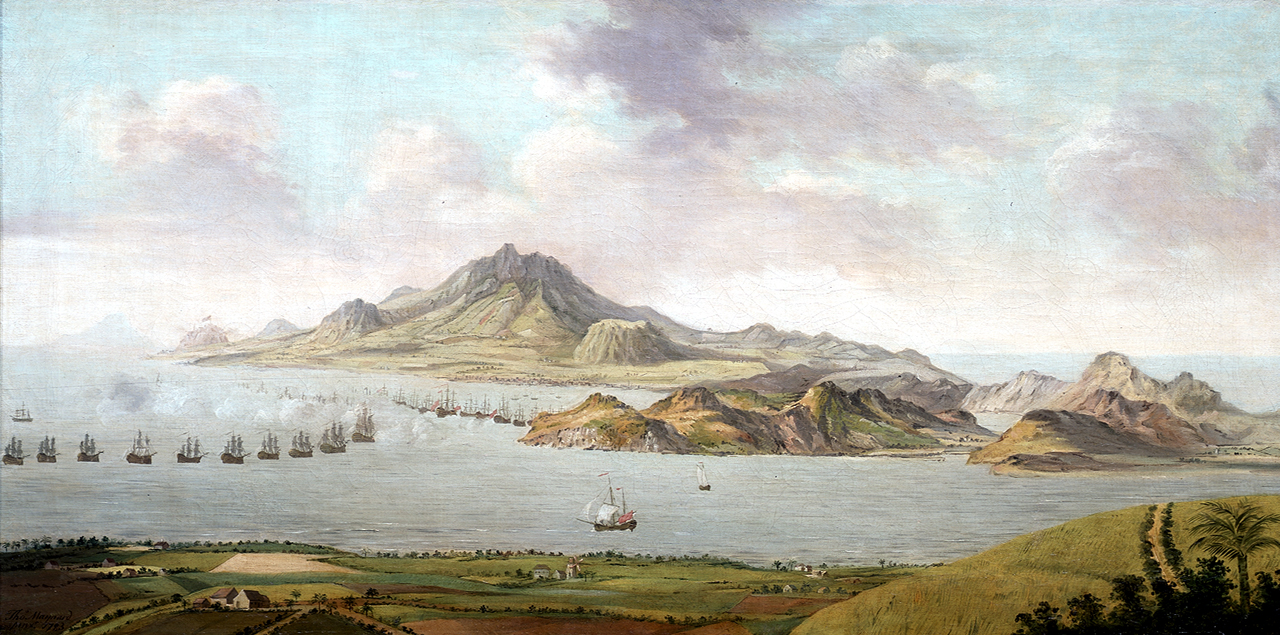
Сент-Китс, 26 января

Французы возобновили атаку на следующий день, 26 января. Перестановка британских кораблей продолжалась с 5:00 утра, но Canada не успел вытянуться на своё место, и ему было приказано вести бой на ходу. Перестрелка началась между 8:30 и 9:00 утра; тактика французов не изменилась. Только в 10:50 Canada получил приказ встать на якорь и поддерживать концевые.
Вначале де Грасс направился к передовым британцам, словно пытаясь пройти между ними и берегом. Но заход ветра отжал его к третьему от головы, он опять попал под сосредоточенный огонь.

Обрушенные на него залпы были так сильны, что было видно, как от борта отлетают целиком доски…
Оригинальный текст (англ.)The crash occasioned by … destructive broadsides was so tremendous on board her that whole pieces of plank were seen flying from her off side… 

Головной француз отвернул и пошёл вдоль линии, остальные последовали за ним. Де Грасс на Ville de Paris, однако, придвинулся ближе к линии и проходя Barfleur задержался, чтобы продлить перестрелку. Его поддержали ближайшие корабли, но безрезультатно.
Нападение повторилось во второй половине дня. Эта, уже не такая решительная попытка, лишний раз показала, что прорыв не удался.

## Поражение на суше
Французы, к которым присоединились ещё 4 корабля, продолжали крейсировать с подветра, приближаясь почти ежедневно, угрожая атакой и иногда обмениваясь выстрелами с большой дистанции. Но серьёзных столкновений больше не было. Худ продолжал держать позицию. Тем временем пришел Сумарес на Tisiphone с новостями о конвое.
Однако 13 февраля гарнизон Бримстоун-хилл (ок. 1200 чел.) капитулировал перед французским корпусом (6000). Худ не высаживал имеющихся 2400 человек и не выгружал припасы, очевидно полагая, что его позиция недостаточно сильна. В любом случае, крепость была слишком далеко, в 10 милях от бухты, связи с флотом не имела, из неё даже не было видно место боя.
Удерживать якорную стоянку стало бессмысленно. В ночь на 14 февраля, дождавшись, пока французы отойдут к Невису для пополнения запасов, Худ оставил фальшивые огни на буйках, обрубил якорные и ушёл. 25 февраля, на пути к Барбадосу, он встретил адмирала Родни, который неделей раньше привел из Англии 12 линейных кораблей. Командование перешло к нему.

## Итоги и последствия
Оборона бухты Фрегат с чисто военно-морской точки зрения является блестящей тактической победой над более сильным противником. Именно так о ней говорят в Британии, как современники событий, так и поздние историки. Например, один из капитанов Худа, лорд Роберт Маннерс, писал:

Невозможно было что-либо исполнить удачнее… Рассматривая целое в общем свете, хоть мы не преуспели в конечной цели, дело было проведено хорошо, и противнику сделали серьёзное препятствие; если присудить ему даже половину того, что признает за ним противник, сэр Самуэль Худ будет высоко стоять в общественном мнении.
Оригинальный текст (англ.)Nothing could have been more fortunately executed… Taking the whole in one light, even though not successful in the point we aimed at, nevertheless it was well conducted, and has given the enemy a pretty severe check; and if you give him half the credit the enemy does, Sir Samuel hood will stand very high in public estimation.

Тем не менее, главной задачей Королевского флота было снятие осады с острова, и её он полностью провалил. Из пяти ещё сохранившихся британских владений в Вест-Индии теперь осталось четыре. Это позволило французам заявить о своей победе. Точно неизвестно, чем руководился Худ, сосредоточившись только на эскадренном бое. Вряд ли он не понимал общую картину. Возможно, считал, что бросать в бой небольшие сухопутные силы будет напрасной жертвой, или надеялся, что гарнизон продержится дольше. Но взаимодействие с сухопутными войсками он не наладил, и победа на море оказалась впустую.
Сент-Киттс и Невис оставались во французских руках до конца войны, и вернулись к Британии по условиям Парижского мира.
| Эскадра Самуэля Худа | Эскадра Самуэля Худа      | Эскадра Самуэля Худа | Эскадра Самуэля Худа | Эскадра Самуэля Худа                                   | Эскадра графа де Грасса | Эскадра графа де Грасса     | Эскадра графа де Грасса        |          |
| Корабль (пушек)      | Командир                  | Потери               | Потери               | Примечание                                             | Корабль (пушек)         | Командир                    | Примечание                     |          |
| Корабль (пушек)      | Командир                  | Убитых               | Раненых              | Примечание                                             | Корабль (пушек)         | Командир                    | Примечание                     |          |
| Авангард             | Авангард                  | Авангард             | Авангард             | Авангард                                               | Авангард                | Авангард                    | Авангард                       | Авангард |
| -------------------- | ------------------------- | -------------------- | -------------------- | ------------------------------------------------------ | ----------------------- | --------------------------- | ------------------------------ | -------- |
| St Albans (64)       | Charles Inglis            | 0                    | 0                    |                                                        | Ville de Paris (110)    | M. La Velleon               | флагман, вице-адмирал де Грасс |          |
| Alcide (74)          | Charles Thompson          | 2                    | 4                    |                                                        | Auguste (80)            | Луи Антуан де Бугенвиль     |                                |          |
| Intrepid (64)        | Anthony James Pye Molloy  | 2                    | 0                    |                                                        | Duc de Bourgogne (80)   | M. Espinouse                |                                |          |
| Torbay (74)          | Lewis Gedoin              | 0                    | 0                    |                                                        | Couronne (80)           | Claude Mithon de Genouilly  |                                |          |
| Princessa (70)       | Charles Knatchbull        | 2                    | 4                    | флагман авангарда, контр-адмирал Френсис Самуэль Дрейк | Languedoc (80)          | M. d’Arros                  |                                |          |
| Prince George (98)   | James Williams            | 1                    | 3                    |                                                        | Magnanime (74)          | Comte l’Basque              |                                |          |
| Ajax (74)            | Nicholas Charrington      | 1                    | 12                   |                                                        | Northumberland (74)     | M. de St. Cezaire           |                                |          |
|                      |                           |                      |                      |                                                        | Pluton (74)             | M. d’Albert de Rions        |                                |          |
|                      |                           |                      |                      |                                                        | Glorieux (74)           | Comte d’Escars              |                                |          |
|                      |                           |                      |                      |                                                        | César (74)              | M. de Marigny               |                                |          |
| Центр                |                           |                      |                      |                                                        |                         |                             |                                |          |
| Prince William (64)  | George Wilkinson          | 0                    | 3                    |                                                        | Hercule (74)            | M. la Clochetterie          |                                |          |
| Shrewsbury (74)      | John Knight               | 3                    | 7                    |                                                        | Zélé (74)               | Chev. Gras Preville         |                                |          |
| Invincible (74)      | Charles Saxton            | 0                    | 2                    |                                                        | Palmier (74)            | M. de Mortilly              |                                |          |
| Barfleur (98)        | Alexander Hood            | 9                    | 24                   | флагман, контр-адмирал Самуэль Худ                     | Hector (74)             | M. le Vicomte               |                                |          |
| Monarch (74)         | Francis Reynolds          | 2                    | 2                    |                                                        | Souverain (74)          | M. de la Glendevis          |                                |          |
| Belliqueux (64)      | Lord Cranstoun            | 5                    | 7                    |                                                        | Conquérant (74)         | M. de la Grandiere          |                                |          |
| Centaur (74)         | John Nicholson Inglefield | 0                    | 12                   |                                                        | Sceptre (74)            | Louis-Philippe de Vaudreuil |                                |          |
| Alfred (74)          | William Bayne             | 2                    | 20                   |                                                        | Citoyen (74)            | Comte d’Ethy                |                                |          |
|                      |                           |                      |                      |                                                        | Destin (74)             | M. de Goimpy                |                                |          |
|                      |                           |                      |                      |                                                        | Neptune (74)            | M. Destouches               |                                |          |
|                      |                           |                      |                      |                                                        | Bourgogne (74)          | M. Champmartin              |                                |          |
|                      |                           |                      |                      |                                                        | Dauphin Royal (70)      | M. Montpereux               |                                |          |
| Арьергард            |                           |                      |                      |                                                        |                         |                             |                                |          |
| Russell (74)         | Henry Edwyn Stanhope      | 8                    | 29                   |                                                        | Marseillais (74)        | M. Lombard                  |                                |          |
| Resolution (74)      | Lord Robert Manners       | 5                    | 11                   |                                                        | Diadème (74)            |                             |                                |          |
| Bedford (74)         | Томас Грейвз              | 2                    | 15                   | флагман арьергарда, коммодор Эдмунд Аффлек             | Éveillé (64)            | Comte Tilly                 |                                |          |
| Canada (74)          | William Cornwallis        | 1                    | 12                   |                                                        | Réfléchi (64)           | Chev. de Boades             |                                |          |
| HMS Prudent (64)     | Andrew Barclay            | 18                   | 36                   |                                                        | Jason (64)              | Chev. de Villages           |                                |          |
| Montagu (74)         | George Bowen              | 7                    | 23                   |                                                        | Ardent (64)             | M. Groullon                 |                                |          |
| America (64)         | Samuel Thompson           | 1                    | 17                   |                                                        | Caton (64)              | Comte Fremont               |                                |          |
| Вне линии            |                           |                      |                      |                                                        |                         |                             |                                |          |
| Авангард             |                           |                      |                      |                                                        |                         |                             |                                |          |
| Eurydice (20)        | George Wilson             | 0                    | 0                    |                                                        |                         |                             |                                |          |
| Центр                |                           |                      |                      |                                                        |                         |                             |                                |          |
| Pegasus (28)         | John Stanhope             | 0                    | 0                    |                                                        |                         |                             |                                |          |
| Fortunée (40)        | Hugh Cloberry Christian   | 0                    | 0                    |                                                        |                         |                             |                                |          |
| Lizard (28)          | Edmund Dod                | 0                    | 0                    |                                                        |                         |                             |                                |          |
| Champion (20)        | Thomas Wells              | 1                    | 1                    | Репетовал сигналы                                      |                         |                             |                                |          |
| Convert (32)         | Henry Harvey              | 0                    | 0                    |                                                        |                         |                             |                                |          |
| Triton (28)          | John M’Lawrin             | 0                    | 0                    |                                                        |                         |                             |                                |          |
| Арьергард            |                           |                      |                      |                                                        |                         |                             |                                |          |
| Sibyl (28)           | John Norton               | 0                    | 0                    |                                                        |                         |                             |                                |          |
| Solebay (28)         | Charles Everitt           | 0                    | 0                    | Сел на мель 25 января, в бою не участвовал             |                         |                             |                                |          |